# Motta de' Conti
Motta de' Conti är en ort och kommun i provinsen Vercelli i regionen Piemonte, Italien. Kommunen hade 763 invånare (2018).